# Devići
Devići (en serbe cyrillique : Девићи) est un village de Serbie situé dans la municipalité d’Ivanjica, district de Moravica. Au recensement de 2011, il comptait 155 habitants.
Devići est situé sur les bords de la Studenica.

## Démographie
| 1948 | 1953 | 1961 | 1971 | 1981 | 1991 | 2002 | 2011 |
| ---- | ---- | ---- | ---- | ---- | ---- | ---- | ---- |
| 1    | 15   | 56   | 134  | 184  | 219  | 189  | 155  |

|  |